# Crouch End
Crouch End is een wijk in het Londense bestuurlijke gebied Haringey, in de regio Groot-Londen.

## Geboren
- Geoff Emerick (1945-2018), geluidstechnicus

## Galerij

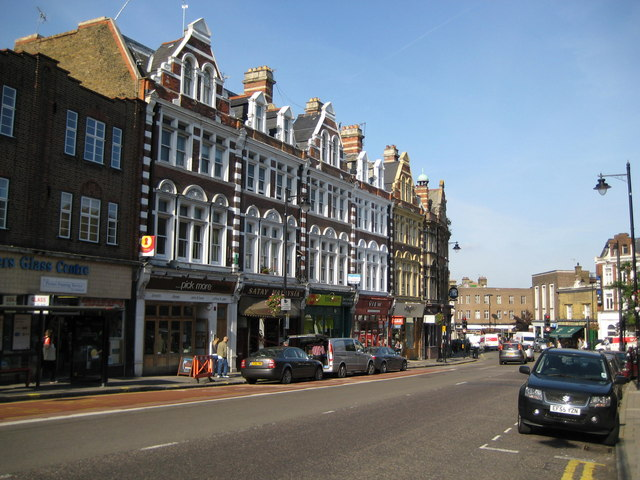
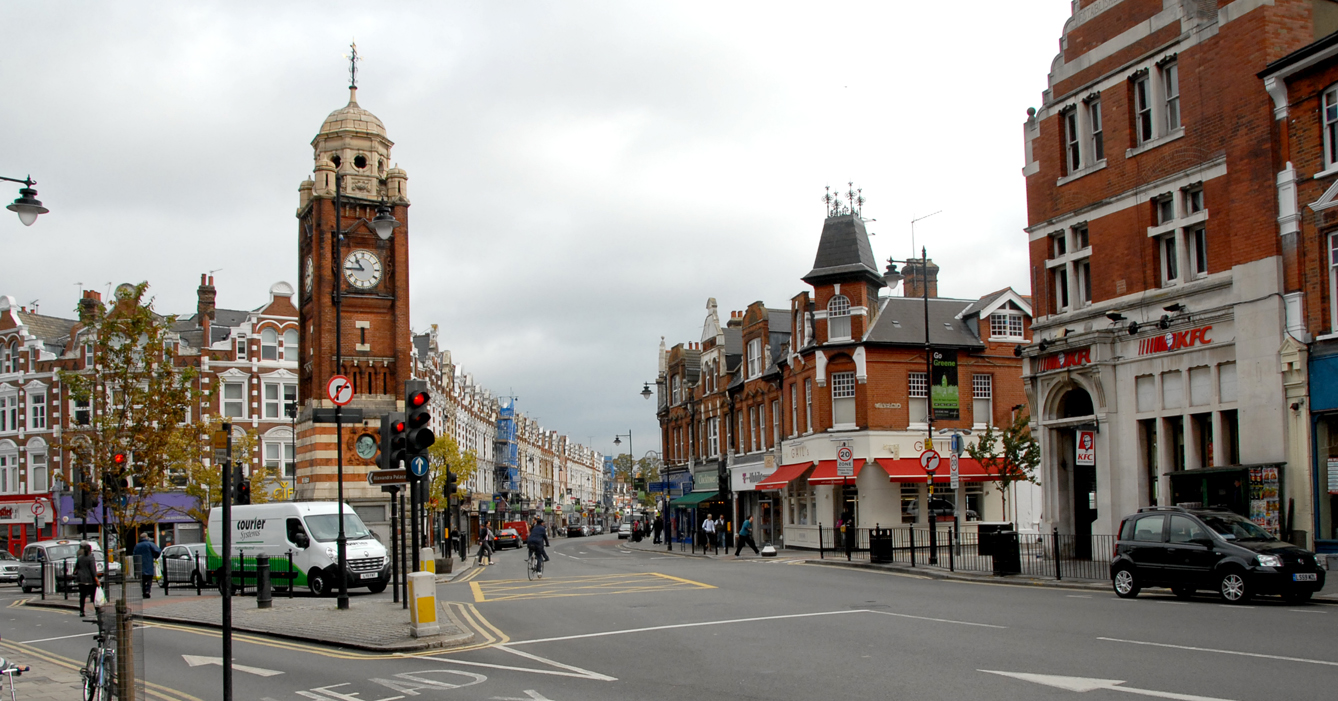
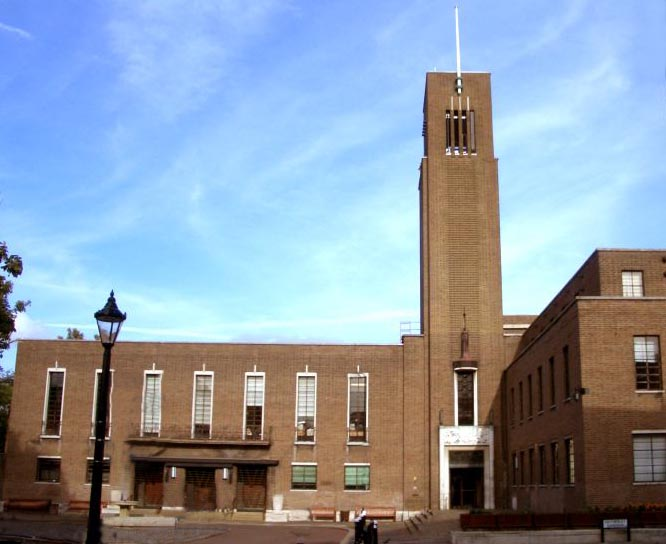